# Euphyia adexitata
Euphyia adexitata är en fjärilsart som beskrevs av William Schaus 1901. Euphyia adexitata ingår i släktet Euphyia och familjen mätare. Inga underarter finns listade i Catalogue of Life.